# Petrônio Aniano
Petrônio Aniano (em latim: Petronius Anianus) foi oficial do século III, ativo no reinado dos imperadores Constantino (r. 306–337) e Licínio (r. 308–324). Aparece pela primeira vez em 314, quando era cônsul posterior com Caio Ceiônio Rúfio Volusiano. Entre 315 e 317, foi prefeito pretoriano com Júlio Juliano.